# Ilie Sánchez
Ilie Sánchez Farrés (Barcellona, 21 novembre 1990) è un calciatore spagnolo, centrocampista del Austin FC.

## Carriera
Ha iniziato la propria carriera nella seconda serie spagnola con la squadra riserve del Barcellona.. Dopo aver giocato una stagione al Monaco 1860, è stato mandato un anno in prestito al Elche, in seguito si è trasferito al Sporting Kansas City, e, dopo cinque stagioni ai Wizards, nel 2022 è stato acquistato dal Los Angeles FC.

## Palmarès

### Club

#### Competizioni nazionali
- Lamar Hunt U.S. Open Cup: 2

Sporting Kansas City: 2017
Los Angeles FC: 2024
- MLS Supporters' Shield: 1

Los Angeles FC: 2022
- Campionato MLS: 1

Los Angeles FC: 2022